# 梢ひとみ
梢 ひとみ（こずえ ひとみ、1951年4月5日 - ）は、日本の元女優。岩手県北上市出身。
岩手県立黒沢尻南高等学校（現・岩手県立北上翔南高等学校）卒。1973年に小原宏裕監督の『女子大生SEX方程式・同棲』でデビューする。1977年、引退。

## 受賞歴
- 1974年 - エランドール新人賞

## 出演作品

### 映画
- 肉体犯罪海岸 ピラニヤの群れ (1973)
- 大江戸性盗伝 女斬り (1973)
- 番格 女子高校生のSEXと暴力の実態 (1973）
- 欲情の季節 蜜をぬる18才 (1973)
- ザ・ゴキブリ (1973)
- 女教師 私生活 (1973)
- 夜の禁猟区 (1973)
- 女子大生 SEX方程式　同棲 (1973)
- 昭和おんなみち 裸性門 (1973)
- OL日記 密猟 (1973)
- 新・団地妻 けものの昼下り (1974)
- 狂乱の喘ぎ (1974)
- くノ一淫法 百花卍がらみ (1974)
- 秘本袖と袖 (1974)
- OL日記 ちぎれた愛欲 (1974)
- すけばん刑事 ダーティ・マリー (1974)
- (秘)女子大生 SEXアルバイト (1974)
- 続ためいき (1974)
- 続実録おんな鑑別所 (1975)
- 実録おんな鑑別所 性地獄 (1975)
- 白い牝猫 真昼のエクスタシー (1975)
- 秘本 むき玉子 (1975)
- 暴行! (1976)
- 淫乱な関係 (1976)
- 新・実録おんな鑑別所 恋獄 (1976)
- 女秘書の告白 果肉のしたたり (1976)
- 青春の門 自立篇 (1977)

### テレビドラマ
- どてらい男（1973年、関西テレビ）
- 時間ですよ昭和元年（1974年、TBS）
- 電撃!ストラダ5 第11話「死を呼ぶテレパシー」（1974年、萬年社・日活 / NET）
- 隠し目付参上 第19話「きらめく潮に海女は濡れたか」（1976年、毎日放送） - お光

## ディスコグラフィー
- 1976年 明日から愛して (EXPRESS)
  - 作詞：阿木燿子／作曲：宇崎竜童／編曲：山木幸三郎